# Bellou
Bellou è un ex comune francese di 153 abitanti nel dipartimento del Calvados, regione della Normandia. Dal 1º gennaio 2016 è stato accorpato con altri 21 comuni per formare il comune unico Livarot-Pays-d'Auge, del quale costituisce comune delegato.

## Società

### Evoluzione demografica
Abitanti censiti